# Чиж жовтогузий
Чиж жовтогузий (Carduelis uropygialis) — вид горобцеподібних птахів родини В'юркові (Fringillidae). Птах поширений в Аргентині, Болівії, Чилі та Перу. Селиться у тропічних та субтропічних лісах, високогірних луках.